# Home cinema

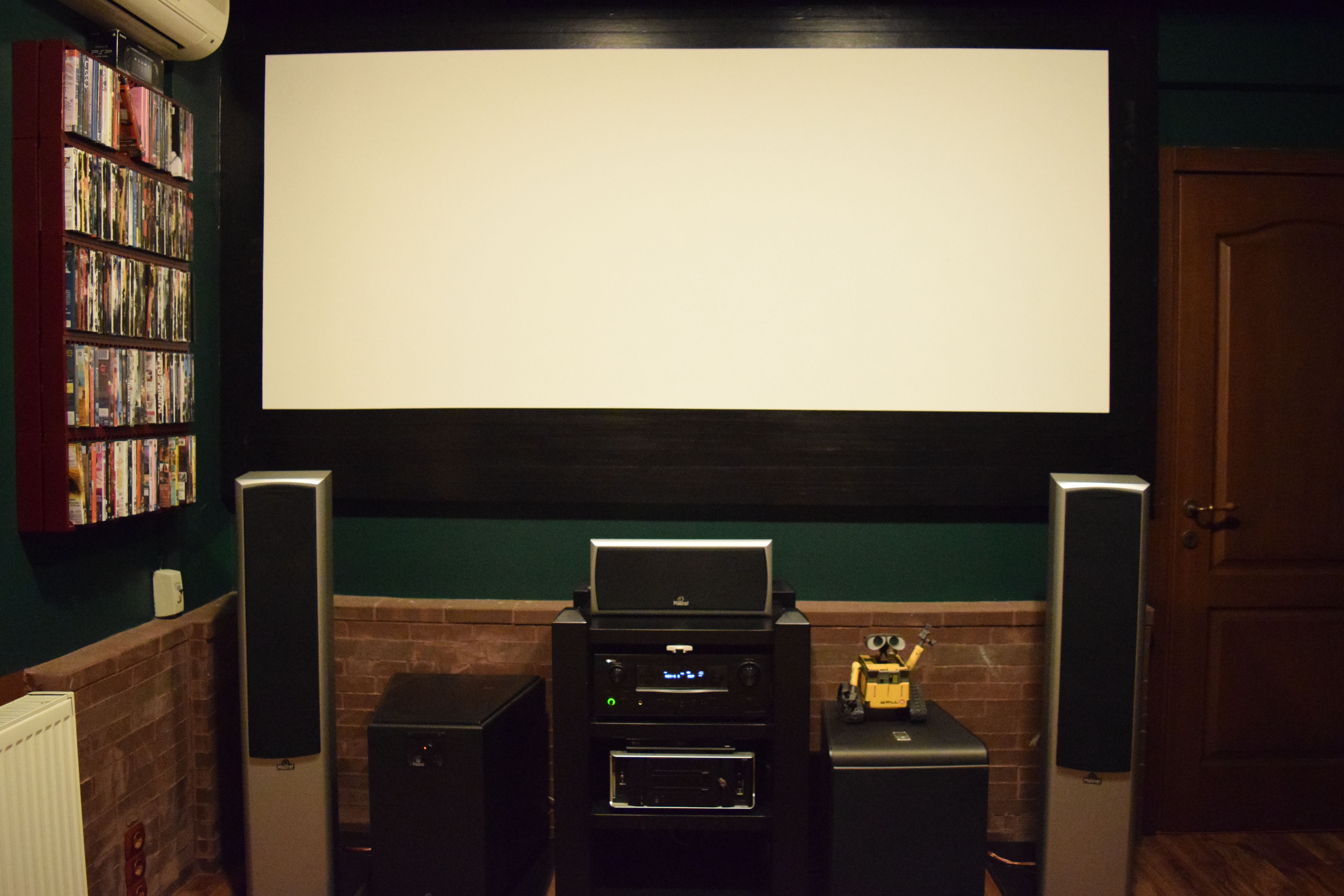
Installazione di un Home cinema

Per Home cinema o home theater si intende generalmente la riproduzione di contenuti televisivi o cinematografici (film, concerti ecc.) in forma elettronica in un ambiente domestico, finalizzata ad ottenere sensazioni uditive e visive il più possibile fedeli a quelle percepibili in un teatro, in una sala cinematografica e in generale a produrre spettacolo di qualità per dare il massimo coinvogimento allo spettatore. Per estensione l'home cinema è anche l'insieme delle apparecchiature audio e video necessarie.

## Storia
L'home cinema rappresenta un settore dell'home video e nasce all'incirca negli anni ottanta, con la diffusione nelle case delle cassette VHS, del LaserDisc e il supporto in questi media al Dolby Surround; in seguito sono stati introdotti il DVD-Video, il Dolby Digital, la televisione ad alta definizione e il Blu-ray Disc.
L'insieme di queste tecnologie ha contribuito alla diffusione dell'home cinema per la loro capacità di coinvolgere lo spettatore del film al centro dell'azione; questo grazie alla qualità e alla grandezza dell'immagine e alla qualità dei suoni e dei rumori che accompagnano la scena. La diffusione dei sistemi home cinema è stata anche favorita dalla relativa discesa dei prezzi dei sistemi audio surround, dei videoproiettori e dei televisori LCD, OLED e UltraHD (4K).

## Caratteristiche
Per quanto riguarda la parte audio, le certificazioni THX e Dolby suggeriscono alcune tecnologie e impostazioni per ottenere una buona qualità in un sistema home cinema, in generale però non sono troppo vincolanti, lo stesso vale per la parte video; quindi, soprattutto nella pratica commerciale, il termine home cinema assume spesso una valenza generica. Di seguito sono elencate le caratteristiche video e audio più comuni di un impianto home cinema e alcuni esempi di configurazione.

### Video
In un impianto home cinema è preferibile l'utilizzo di un grande schermo costituito da un TV ad alta definizione, o di uno schermo simile a quello cinematografico sul quale proiettare l'immagine generata da un videoproiettore. Per poter apprezzare appieno la qualità dell'immagine di un DVD tradizionale, di un disco Blu-ray o dei contenuti multimediali in streaming è necessario uno schermo di grandi dimensioni con tecnologia LCD o OLED con caratteristiche tipiche dei cosiddetti televisori Full HD o 4K, o un videoproiettore con relativo schermo.

### Audio
Il concetto di base è offrire allo spettatore la sensazione di stare immerso al centro dell'avvenimento e della scena sonora. Questo obiettivo viene raggiunto utilizzando sei o più distinti canali audio (vedi Dolby Digital o DTS), preposti a pilotare altrettanti diffusori, solitamente tre frontali (sinistro, centrale e destro), due posizionati dietro lo spettatore e un subwoofer per il canale audio LFE. Questo sistema multicanale è adottato ormai universalmente nei giochi per computer, nelle console per giochi, nell'audio dei film, nei DVD e Blu-ray, e nel settore multimediale in genere.

### Esempi di sistemi home cinema
La configurazione, cioè gli elementi che compongono un impianto home cinema, può variare in base a specifiche esigenze e disponibilità economiche. Per esempio un sistema semplice ed economico può essere composto da un lettore DVD, una TV a definizione standard (SD) con uno schermo grande almeno 27 pollici e un sistema di altoparlanti surround con un subwoofer. Un sistema più costoso può includere un lettore di dischi Blu-ray, un PC home theater (HTPC) da usare anche per i formati digitali in streaming o come ricevitore multimediale, un grande schermo con un video proiettore ad alta definizione, un ricevitore home cinema da diverse centinaia di watt in grado di pilotare da cinque fino a undici diffusori surround, più uno o due potenti subwoofer. L'home cinema 3D può fare uso di televisori o proiettori 3D, lettore Blu-ray 3D, in cui gli spettatori indossano appositi occhiali che consentono loro di vedere contenuti video 3D.